# Wayne Hunter
Wayne Hunter (Honolulu, 2 luglio 1981) è un ex giocatore di football americano statunitense che ha militato nel ruolo di offensive tackle nella National Football League (NFL).

## Carriera

### Seattle Seahawks
Al college Hunter giocò a football a California e all'Università delle Hawaii. Fu scelto nel corso del terzo giro (73º assoluto) del Draft NFL 2003 dai Seattle Seahawks.  Vi giocò per tre stagioni, raggiungendo il Super Bowl XL nel 2005, perso contro i Pittsburgh Steelers.

### Jacksonville Jaguars
Hunter giocò per una stagione con i Jacksonville Jaguars nel 2006.

### New York Jets
Nel 2007 Hunter firmò con i New York Jets. Il 23 marzo 2010 firmò un nuovo contratto da 1,2 milioni di dollari. Il 26 luglio 2011 acconsentì a una proposta contrattuale quadriennale da 15 milioni di dollari per sostituire Damien Woody. Nell'ultima partita della stagione 2011 contro i Miami Dolphins, Hunter fu coinvolto in una discussione con Santonio Holmes mentre la squadra era nella mischia. Holmes per tale motivo fu messo in panchina e alla fine i Jets persero la partita e mancarono l'accesso ai playoff per la prima volta in tre anni.
Il 23 agosto 2012 il capo-allenatore Rex Ryan decise di mettere in panchina Hunter per avere concesso troppi sack agli avversari. Fu sostituito da Austin Howard come titolare.

### St. Louis Rams
IL 27 agosto 2012 i Jets scambiarono Hunter con i St. Louis Rams per il tackle destro Jason Smith. Il 6 marzo 2013 fu svincolato.

### Buffalo Bills
Il 1º luglio 2015 Hunter firmò con i Buffalo Bills. Fu svincolato venti giorni dopo.

## Palmarès
- National Football Conference Championship: 1

Seattle Seahawks: 2005